# 난바 케이이치
난바 케이이치(일본어: 難波圭一 난바 게이치[*], 1957년 8월 26일 ~ )는 일본의 배우이다.

## 개요
2021년 8월까지 아오니 프로덕션을 탈퇴해 동년 9월부터 후지가 사무소에 소속.후지가 사무소 이적 후에는 TV 드라마에 출연할 기회가 늘고 있다.
2021년 1월 1일 부터 겟케 코퍼레이션에 소속되었다.

## 출연

### TV 애니메이션
1981년
- 신 근성 개구리

1983년
- 캣츠아이

1985년
- 기동전사Z건담
- 캡틴 츠바사
- 게게게의 키타로 (제3기)
- 쇼와 바보이야기 아카누케 이치방
- 터치
- 도라에몽 (TV아사히판 제1기)
- 하이스탭 쥰
- 하이스쿨!칠면조
- 불꽃의 알펜로제 쥬디&랜디
- 명탐정 홈즈

1986년
- Oh! 패밀리 (레이프)
- 청춘 애니메 전집
- 세인트 세이야
- 머신로보 크로노스의 대역습 (코론)
- 원더 비트S

### 극장판 애니메이션
1984년
- 초인 로크(록크)

1985년
- 오딘 광자범선 스타라이트
- 캡틴 츠바사 유럽 대결전
- 캡틴 츠바사 위험해! 전 일본 Jr.

1986년
- 캡틴 츠바사 내일을 향해 달려라!
- 캡틴 츠바사 세계대결전!! Jr.월드컵
- 터치 등번호 없는 에이스
- 터치 2 이별의 선물

OVA
1985년
- 마법의 프린세스 밍키모모 꿈 속의 윤무

1986년
- 바이올런스 잭 할렘봄버 편

### 게임
1990년
- 골든엑스

1992년
- 파이널 존2